# Campeonato Paulista de Futebol de 2024 - Série A2
O Campeonato Paulista de Futebol da Série A2 de 2024 (também chamado de Paulistão A2 Sicredi, por questões de patrocínio) foi a 78.ª edição desta competição futebolística organizada pela Federação Paulista (FPF).

## Equipes participantes
Abaixo as equipes participantes dessa edição:
| Aumento | Equipes promovidas da Série A3 de 2023 |
| Baixa   | Equipes rebaixadas da Série A1 de 2023 |

| Equipe              | Cidade              | Em 2023           | Títulos            |
| ------------------- | ------------------- | ----------------- | ------------------ |
| Capivariano         | Capivari            | Campeão (A3)      | 1 (2014)           |
| Comercial           | Ribeirão Preto      | 8° lugar          | 1 (1958)           |
| Ferroviária         | Araraquara          | 16° lugar (A1)    | 3 (último em 2015) |
| Juventus-SP         | São Paulo           | 11° lugar         | 2 (último em 2005) |
| Linense             | Lins                | 12° lugar         | 2 (último em 2010) |
| Monte Azul          | Monte Azul Paulista | 14° lugar         | 1 (2009)           |
| Noroeste            | Bauru               | 3° lugar          | 3 (último em 1984) |
| Oeste               | Barueri             | 7° lugar          | 1 (2003)           |
| Portuguesa Santista | Santos              | 5° lugar          | 1 (1964)           |
| Primavera           | Indaiatuba          | 9° lugar          | —                  |
| Rio Claro           | Rio Claro           | 10° lugar         | —                  |
| São Bento           | Sorocaba            | 15° lugar (A1)    | 1 (1962)           |
| São José-SP         | São José dos Campos | Vice-campeão (A3) | 2 (último em 1980) |
| Taubaté             | Taubaté             | 13° lugar         | 2 (último em 1979) |
| Velo Clube          | Rio Claro           | 6° lugar          | —                  |
| XV de Piracicaba    | Piracicaba          | 4° lugar          | 5 (último em 2011) |

## Resultados

### Primeira fase
| Pos | Equipe              | Pts | J  | V | E | D | GP | GC | SG  | Classificação ou descenso     |
| --- | ------------------- | --- | -- | - | - | - | -- | -- | --- | ----------------------------- |
| 1   | São Bento           | 32  | 15 | 9 | 5 | 1 | 27 | 13 | +14 | Próxima fase                  |
| 2   | São José-SP         | 26  | 15 | 7 | 5 | 3 | 21 | 10 | +11 | Próxima fase                  |
| 3   | Ferroviária         | 26  | 15 | 6 | 8 | 1 | 15 | 10 | +5  | Próxima fase                  |
| 4   | XV de Piracicaba    | 23  | 15 | 6 | 5 | 4 | 22 | 16 | +6  | Próxima fase                  |
| 5   | Portuguesa Santista | 23  | 15 | 6 | 5 | 4 | 19 | 20 | −1  | Próxima fase                  |
| 6   | Juventus-SP         | 22  | 15 | 6 | 4 | 5 | 19 | 16 | +3  | Próxima fase                  |
| 7   | Velo Clube          | 22  | 15 | 6 | 4 | 5 | 16 | 14 | +2  | Próxima fase                  |
| 8   | Noroeste            | 21  | 15 | 5 | 6 | 4 | 24 | 19 | +5  | Próxima fase                  |
| 9   | Rio Claro           | 21  | 15 | 5 | 6 | 4 | 26 | 22 | +4  |                               |
| 10  | Linense             | 18  | 15 | 5 | 3 | 7 | 15 | 16 | −1  |                               |
| 11  | Primavera           | 18  | 15 | 4 | 6 | 5 | 17 | 15 | +2  |                               |
| 12  | Taubaté             | 17  | 15 | 4 | 5 | 6 | 12 | 19 | −7  |                               |
| 13  | Oeste               | 16  | 15 | 4 | 4 | 7 | 12 | 22 | −10 |                               |
| 14  | Capivariano         | 16  | 15 | 3 | 7 | 5 | 20 | 21 | −1  |                               |
| 15  | Monte Azul          | 11  | 15 | 2 | 5 | 8 | 16 | 29 | −13 | Rebaixados à Série A3 de 2025 |
| 16  | Comercial           | 6   | 15 | 0 | 6 | 9 | 10 | 29 | −19 | Rebaixados à Série A3 de 2025 |

### Confrontos
| Mandante \ Visitante | CAP | COM | FER | JUV | LIN | AMA | NOR | OES | PSA | PRI | RCL | SBE | SJO | TAU | VEL | XVP |
| -------------------- | --- | --- | --- | --- | --- | --- | --- | --- | --- | --- | --- | --- | --- | --- | --- | --- |
| Capivariano          | —   | 2–0 |     | 0–1 | 1–2 |     |     |     | 3–0 |     | 2–5 | 0–0 |     | 1–1 |     |     |
| Comercial            |     | —   | 1–1 | 1–2 |     | 1–1 |     | 1–1 |     | 0–0 | 2–2 | 0–3 |     |     |     | 1–4 |
| Ferroviária          | 1–1 |     | —   | 2–1 | 2–1 |     |     |     |     | 1–1 | 1–0 | 1–1 |     | 0–0 |     | 0–0 |
| Juventus-SP          |     |     |     | —   | 1–1 | 3–0 | 1–1 |     |     |     |     | 0–1 |     | 2–0 | 1–0 | 0–1 |
| Linense              |     | 2–0 |     |     | —   | 1–1 |     | 4–0 |     | 2–1 |     |     | 0–0 | 0–1 | 0–1 |     |
| Monte Azul           | 1–2 |     | 1–1 |     |     | —   | 1–1 |     | 1–2 |     | 3–3 |     | 0–2 |     |     | 4–2 |
| Noroeste             | 2–2 | 1–1 | 2–0 |     | 1–0 |     | —   |     | 1–1 |     |     | 1–1 |     | 5–1 | 0–1 |     |
| Oeste                | 3–2 |     | 0–1 | 0–4 |     | 0–1 | 2–1 | —   |     | 0–1 |     |     | 1–1 |     | 0–0 |     |
| Portuguesa Santista  |     | 1–0 | 0–2 | 2–1 | 2–0 |     |     | 1–1 | —   |     | 2–0 | 5–5 |     | 0–0 |     |     |
| Primavera            | 2–2 |     |     | 1–1 |     | 4–0 | 1–2 |     | 2–0 | —   |     |     | 1–2 |     | 2–0 |     |
| Rio Claro            |     |     |     | 1–1 | 3–0 |     | 0–3 | 2–0 |     | 0–0 | —   | 3–3 |     | 3–2 |     |     |
| São Bento            |     |     |     |     | 1–0 | 3–0 |     | 2–1 |     | 3–0 |     | —   | 2–0 | 1–0 | 1–0 | 0–2 |
| São José-SP          | 1–0 | 4–0 | 1–2 | 5–0 |     |     | 2–1 |     | 1–1 |     | 1–0 |     | —   |     |     |     |
| Taubaté              |     | 2–1 |     |     |     | 2–1 |     | 1–2 |     | 1–0 |     |     | 0–0 | —   | 0–2 | 1–1 |
| Velo Clube           | 2–2 | 3–1 | 0–0 |     |     | 2–1 |     |     | 1–2 |     | 1–1 |     | 2–1 |     | —   | 1–2 |
| XV de Piracicaba     | 0–0 |     |     |     | 1–2 |     | 5–2 | 0–1 | 2–0 | 1–1 | 1–3 |     | 0–0 |     |     | —   |

## Fase final
Em itálico, as equipes que possuem o mando de campo no primeiro confronto; em negrito as equipes vencedoras.
|  | Quartas de final    | Quartas de final | Quartas de final | Quartas de final |       |                     | Semifinais               | Semifinais               | Semifinais               | Semifinais               |  |            | Final            | Final            | Final            | Final            |  |  |
|  | 23 a 27 de março    | 23 a 27 de março | 23 a 27 de março | 23 a 27 de março |       |                     | 30 de março a 7 de abril | 30 de março a 7 de abril | 30 de março a 7 de abril | 30 de março a 7 de abril |  |            | 10 e 13 de abril | 10 e 13 de abril | 10 e 13 de abril | 10 e 13 de abril |  |  |
|  |                     |                  |                  |                  |       |                     |                          |                          |                          |                          |  |            |                  |                  |                  |                  |  |  |
|  | São José-SP         | 1                | 1                | 2                |       |                     |                          |                          |                          |                          |  |            |                  |                  |                  |                  |  |  |
|  | Velo Clube          | 2                | 2                | 4                |       |                     |                          |                          |                          |                          |  |            |                  |                  |                  |                  |  |  |
|  | Velo Clube          | 2                | 2                | 4                |       | Velo Clube          | 1                        | 0                        | 1                        |                          |  |            |                  |                  |                  |                  |  |  |
|  |                     |                  |                  |                  |       | Velo Clube          | 1                        | 0                        | 1                        |                          |  |            |                  |                  |                  |                  |  |  |
|  |                     | Juventus-SP      | 0                | 0                | 0     |                     |                          |                          |                          |                          |  |            |                  |                  |                  |                  |  |  |
|  | Ferroviária         | Juventus-SP      | 0                | 0                | 0     | 1                   | 0                        | 1 (1)                    |                          |                          |  |            |                  |                  |                  |                  |  |  |
|  | Ferroviária         |                  |                  |                  |       | 1                   | 0                        | 1 (1)                    |                          |                          |  |            |                  |                  |                  |                  |  |  |
|  | Juventus-SP (pen)   | 1                | 0                | 1 (3)            |       |                     |                          |                          |                          |                          |  |            |                  |                  |                  |                  |  |  |
|  | Juventus-SP (pen)   | 1                | 0                | 1 (3)            |       |                     |                          |                          |                          |                          |  | Velo Clube | 1                | 1                | 2                |                  |  |  |
|  |                     |                  |                  |                  |       |                     |                          |                          |                          |                          |  | Velo Clube | 1                | 1                | 2                |                  |  |  |
|  |                     | Noroeste         | 0                | 1                | 1     |                     |                          |                          |                          |                          |  |            |                  |                  |                  |                  |  |  |
|  | XV de Piracicaba    | Noroeste         | 0                | 1                | 1     | 2                   | 1                        | 3                        |                          |                          |  |            |                  |                  |                  |                  |  |  |
|  | XV de Piracicaba    |                  |                  |                  |       | 2                   | 1                        | 3                        |                          |                          |  |            |                  |                  |                  |                  |  |  |
|  | Portuguesa Santista | 3                | 1                | 4                |       |                     |                          |                          |                          |                          |  |            |                  |                  |                  |                  |  |  |
|  | Portuguesa Santista | 3                | 1                | 4                |       | Portuguesa Santista | 0                        | 1                        | 1 (3)                    |                          |  |            |                  |                  |                  |                  |  |  |
|  |                     |                  |                  |                  |       | Portuguesa Santista | 0                        | 1                        | 1 (3)                    |                          |  |            |                  |                  |                  |                  |  |  |
|  |                     | Noroeste (pen)   | 0                | 1                | 1 (4) |                     |                          |                          |                          |                          |  |            |                  |                  |                  |                  |  |  |
|  | São Bento           | Noroeste (pen)   | 0                | 1                | 1 (4) | 1                   | 1                        | 2                        |                          |                          |  |            |                  |                  |                  |                  |  |  |
|  | São Bento           |                  |                  |                  |       | 1                   | 1                        | 2                        |                          |                          |  |            |                  |                  |                  |                  |  |  |
|  | Noroeste            | 1                | 2                | 3                |       |                     |                          |                          |                          |                          |  |            |                  |                  |                  |                  |  |  |

| Fonte: FPF |

| Promovidos para a Série A1 de 2025 |

## Público
Maiores Públicos Pagantes
Estes são os dez maiores públicos pagantes do campeonato, sem considerar as partidas com portões fechados:
| N.º | Público | Mandante            | Placar | Visitante           | Estádio              | Data            | Rodada    | Ref.   |
| --- | ------- | ------------------- | ------ | ------------------- | -------------------- | --------------- | --------- | ------ |
| 1   | 6 480   | Noroeste            | 0–1    | Velo Clube          | Alfredão             | 10 de abril     | Final     | [ 2 ]  |
| 2   | 6 331   | São José-SP         | 4–0    | Comercial           | Martins Pereira      | 17 de fevereiro | 9ª        | [ 3 ]  |
| 3   | 5 898   | Noroeste            | 0–0    | Portuguesa Santista | Alfredão             | 30 de março     | Semifinal | [ 4 ]  |
| 4   | 5 730   | Portuguesa Santista | 1–1    | Noroeste            | Ulrico Mursa         | 7 de abril      | Semifinal | [ 5 ]  |
| 5   | 4 981   | São José-SP         | 1–1    | Portuguesa Santista | Martins Pereira      | 2 de março      | 12ª       | [ 6 ]  |
| 6   | 4 979   | Velo Clube          | 0–0    | Juventus-SP         | Benitão              | 6 de abril      | Semifinal | [ 7 ]  |
| 7   | 4 948   | Taubaté             | 0–0    | São José-SP         | Joaquinzão           | 21 de fevereiro | 10ª       | [ 8 ]  |
| 8   | 4 898   | Velo Clube          | 1–1    | Noroeste            | Benitão              | 13 de abril     | Final     | [ 9 ]  |
| 9   | 4 557   | São José-SP         | 1–2    | Velo Clube          | Martins Pereira      | 27 de março     | Quartas   | [ 10 ] |
| 10  | 4 400   | XV de Piracicaba    | 1–1    | Portuguesa Santista | Barão da Serra Negra | 27 de março     | Quartas   | [ 11 ] |

## Premiação
| Campeonato Paulista de 2024 - Série A2 |
| -------------------------------------- |
| Velo Clube Campeão (1.º título)        |